# 振分部屋
振分部屋（ふりわけべや）とは、大日本相撲協会（現・日本相撲協会）に存在した相撲部屋のひとつである。

## 沿革
初代から3代、5代から8代が部屋を経営しているが、関取は初代と3代に1人ずつでている。
昭和になってからは、11代の高砂部屋の元関脇浪ノ音健藏が部屋を経営し、幕内鷹城山多作（春秋園事件で繰り上げ入幕）、十両陸奥錦秀二郎を育てたが、昭和15年（1940年）1月から、玉ノ井を襲名していた養子の陸奥錦に弟子を全員ゆずり、振分部屋はいったん消滅した。しかし、すぐに陸奥錦は弟子を返し、昭和17年（1942年）1月から昭和23年（1948年）5月までふたたび看板をかかげた。
11代が停年で協会を去ったあとは、13代目を襲名した横綱朝潮太郎 (3代)が、昭和37年（1962年）9月から昭和39年（1964年）3月にかけて高砂部屋から独立したが、ふたたび高砂部屋に戻り、その後は高砂部屋を継いだ。

## 年寄名跡
年寄・振分は朝嵐大三郎が14代目として襲名。朝嵐が2008年7月に停年退職した後、同年10月、横綱引退後5年間は現役時代の名前で年寄になる権利を行使していた武蔵丸光洋が朝嵐から株を借りて15代目を襲名した。15代はその後大島の株を借用し（その後武蔵川の株を取得）、振分の株を取得した高見盛精彦が現役を引退して16代を襲名して、東関部屋に所属して後進の指導にあたっていたが、16代が2019年12月に13代東関（元幕内・潮丸）が死去したことにより2020年1月に14代東関を襲名して東関部屋の師匠になったことに伴い現在は日本相撲協会の管理名跡となっている。

## その他
- 大正時代、浪ノ音の振分部屋時代は貧乏部屋であり、立浪部屋（緑嶌）、湊川部屋（綾浪）と集まり巡業を回っていた。
- 13代の高砂継承後、朝嵐(14代）、高見盛（16代）が振分の名跡を継いでいる。16代は振分時代には独立しなかったが、2020年1月に東関部屋の師匠を継いでいる。